# Leo von Wurmbrand-Stuppach
Leo Anton hrabě von Wurmbrand-Stuppach (německy Leo Anton Johann Nepomuk Graf von Wurmbrand-Stuppach) (12. září 1840 Liblín – 28. srpna 1903 Stainach) byl rakouský šlechtic a rakousko-uherský generál. Od mládí sloužil v c. k. armádě, v letech 1883–1896 zastával funkci prvního komořího arcivévody Františka Ferdinanda a absolvoval s ním řadu cest do zahraničí. Ve vojsku byl v roce 1898 povýšen do hodnosti polního podmaršála.

## Životopis

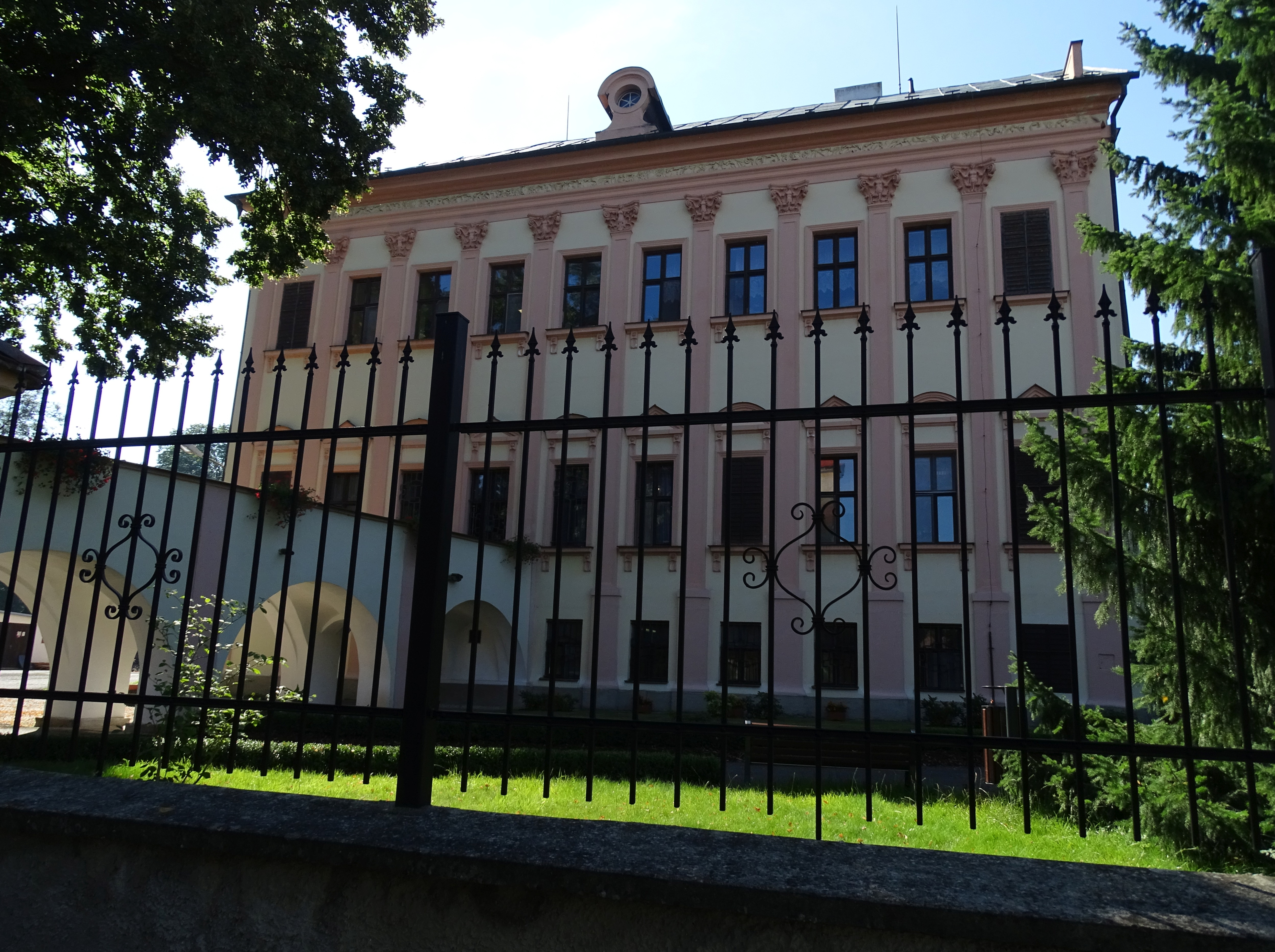
Zámek Liblín, rodiště Lea Wurmbrand-Stuppacha

Pocházel ze starého šlechtického rodu Wurmbrand-Stuppachů, byl třetím synem hraběte Viléma Wurmbrand-Stuppacha (1806–1884) a jeho manželky Berty, rozené hraběnky Nosticové (1816–1888). Jeho rodištěm byl zámek Liblín v západních Čechách, který Wurmbrandům v 19. století patřil. Leo od mládí sloužil v armádě, byl důstojníkem jezdectva, zúčastnil se prusko-rakouské války a v roce 1866 byl povýšen na rytmistra u 2. hulánského pluku. Později sloužil u 14. dragounského pluku v Písku a v hodnosti majora (1879) u 6. husarského pluku v Záhřebu.

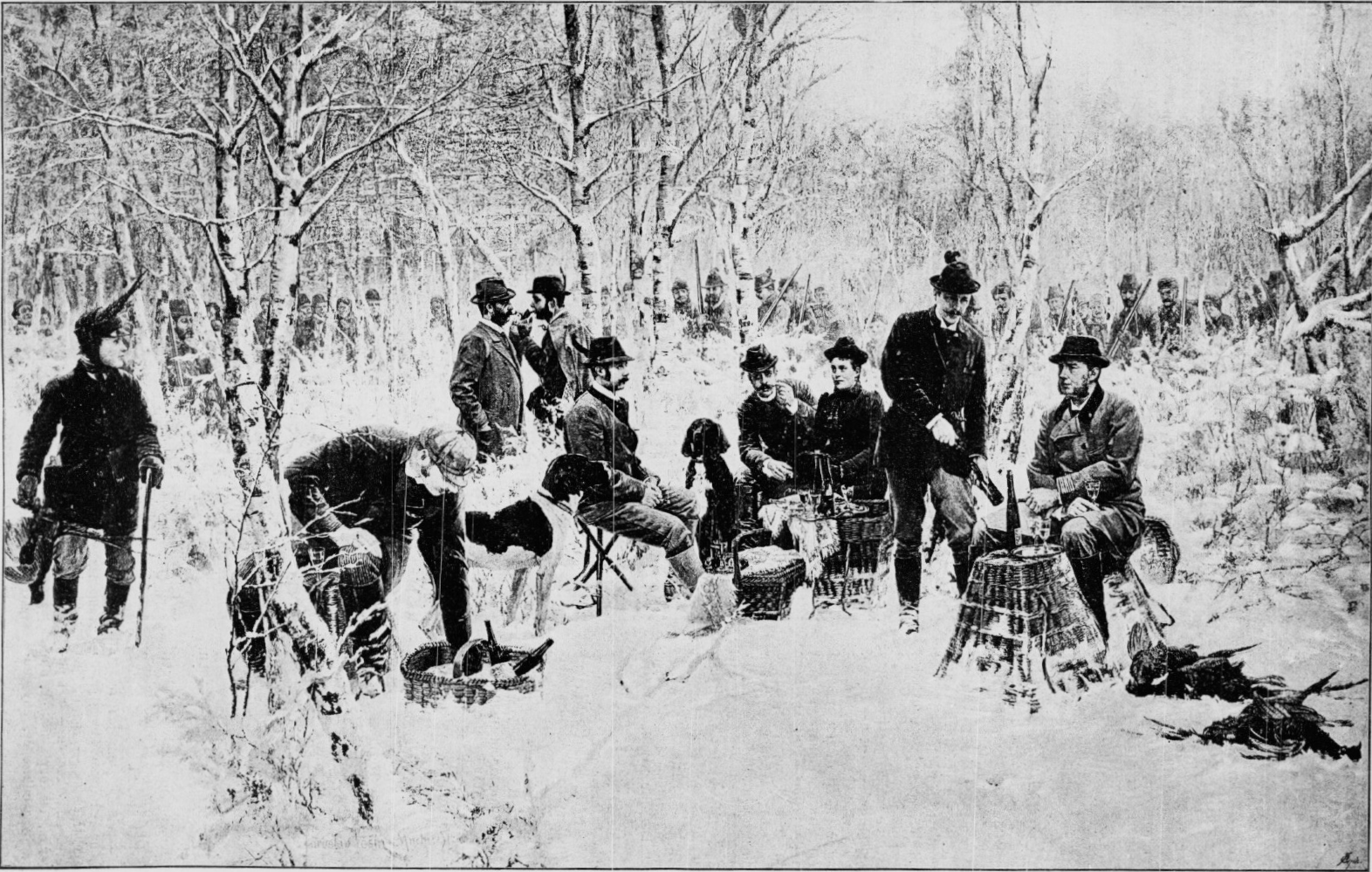
Jaroslav Věšín: Snídaně v bažantnici o honbě v Průhonicích, 1891. Na obraze jsou zachyceni mimo jiné Karel IV. ze Schwarzenbergu, František Antonín III. z Thun-Hohensteinu s manželkou Annou Marií, rozenou Schwarzenbergovou, a majitel průhonického zámku Arnošt Emanuel Silva-Tarouca. Hrabě Leo Wurmbrand je stojící vlevo vedle sedícího arcivévody Františka Ferdinanda

V roce 1883 byl povýšen na podplukovníka a jako první komorník (Kammervorsteher) byl přidělen k arcivévodovi Františku Ferdinandovi. Zatímco František Ferdinand vystupoval na veřejnosti rezervovaně, Leo Wurmbrand se naopak stal středem společnosti arcivévodova okolí. V roce 1886 byl povýšen na plukovníka a v roce 1892 dosáhl hodnosti generálmajora. V roce 1893 s Františkem Ferdinandem absolvoval cestu kolem světa. Když se František Ferdinand stal v roce 1896 oficiálně následníkem trůnu, dostal nový dvůr v čele s nejvyšší hofmistrem (František Antonín Thun-Hohenstein) a Wurmbrandova služba u něj skončila. Obdržel čestnou hodnost nadporučíka jedné z císařských gard (K.u.k. Erste Arcieren Leibgarde) a v roce 1898 byl povýšen do hodnosti polního podmaršála.
Zemřel ve Stainachu ve Štýrsku 28. srpna 1903 ve věku 62 let, spolu s dalšími členy rodiny je pohřben na hřbitově v Kirchau.

## Tituly a ocenění
Wurmbrandové patřili k tzv. mediatizované šlechtě zaniklé Svaté říše, náležel jim titul říšských hrabat s nárokem na oslovení Osvícenost (Erlaucht) a právem užívání knížecí korunky v erbu. Leo byl v roce 1880 jmenován c. k. komořím a v roce 1895 obdržel titul c. k. tajného rady s nárokem na oslovení Excelence. Získal několik vyznamenání, vzhledem ke službě u dvora Františka Ferdinanda byl nositelem i několika ocenění v zahraničí.

### Rakousko-Uhersko
- komandérský kříž Leopoldova řádu
- Vojenská záslužná medaile
- Válečná medaile
- Služební odznak pro důstojníky III. třídy
- Jubilejní pamětní medaile

### Zahraničí
- Řád vycházejícího slunce I. třídy (Japonsko)
- rytíř Řádu rumunské hvězdy (Rumunsko)
- Řád červené orlice II. třídy (Německo)
- Řád pruské koruny II. třídy (Německo)
- komandér Ŕádu polární hvězdy (Švédsko)
- rytíř Řádu Albrechtova (Sasko)
- rytíř Řádu Fridrichova (Württembersko)